# Beaucaire, Gers
Beaucaire är en kommun i departementet Gers i regionen Occitanien i sydvästra Frankrike. Kommunen ligger i kantonen Valence-sur-Baïse som tillhör arrondissementet Condom. År 2022 hade Beaucaire 246 invånare.

## Befolkningsutveckling
Antalet invånare i kommunen Beaucaire
Referens:INSEE